# Єленець (Люблінське воєводство)
Єленець (пол. Jeleniec) — село в Польщі, у гміні Станін Луківського повіту Люблінського воєводства.
Населення — 522 особи (2011).
У 1975-1998 роках село належало до Седлецького воєводства.

## Демографія
Демографічна структура станом на 31 березня 2011 року:
|          | Загалом | Допрацездатний вік | Працездатний вік | Постпрацездатний вік |
| -------- | ------- | ------------------ | ---------------- | -------------------- |
| Чоловіки | 268     | 60                 | 178              | 30                   |
| Жінки    | 254     | 45                 | 151              | 58                   |
| Разом    | 522     | 105                | 329              | 88                   |